# Legio VII Gemina
La legio VII Gemina ("gemella") nacque nell'Anno dei quattro imperatori (69), quando il governatore della Spagna Tarraconense, Galba, la arruolò per marciare su Roma. Allora, però, si chiamava settima legione. Divenne Gemina dopo che nelle sue file furono inseriti i resti della I Germanica.

## Storia
La VII si trovava ancora a León (Spagna) alla fine del IV secolo. Non si conosce il suo emblema. Tra i suoi comandanti Publio Cornelio Anullino (177) e Quinto Edio Lolliano Plauzio Avito (202-205).
Al tempo della Notitia dignitatum suoi distaccamenti (vexillationes) erano posti sotto il comando del Magister militum per Orientem.